# Dawen He
Der Dawen He oder Dawen-Fluss (chinesisch 大汶河, Pinyin Dàwèn Hé, englisch Dawen River) oder Wen Shui (汶水,  Wèn Shuǐ) ist ein Nebenfluss des unteren Gelben Flusses (Huang He) in der chinesischen Provinz Shandong. 
Er hat eine Länge von 208 km.
Nebenflüsse sind Mouwen He 牟汶河, Yingwen He 瀛汶河, Shiwen He 石汶河, Panwen He 泮汶河 und Zhaiwen He 柴汶河.